# ماي أليسون
ماي أليسون (بالإنجليزية: May Allison)‏ (14 يونيو 1890 - 27 مارس 1989)، ممثلة سينمائية ومسرحية أمريكية في العصر الصامت للسينما.

## روابط خارجية
- ماي أليسون على موقع IMDb (الإنجليزية)
- ماي أليسون على موقع أول موفي (الإنجليزية)
- ماي أليسون على موقع قاعدة بيانات برودواي على الإنترنت (الإنجليزية)
- ماي أليسون على موقع قاعدة بيانات الأفلام السويدية (السويدية)
- ماي أليسون على موقع قاعدة بيانات الفيلم (الإنجليزية)
- ماي أليسون على موقع كينوبويسك (الروسية)
- May Allison at Silent Ladies & Gents
- ماي أليسون على موقع فايند أغريف
- May Allison at Virtual History